# 张洪池

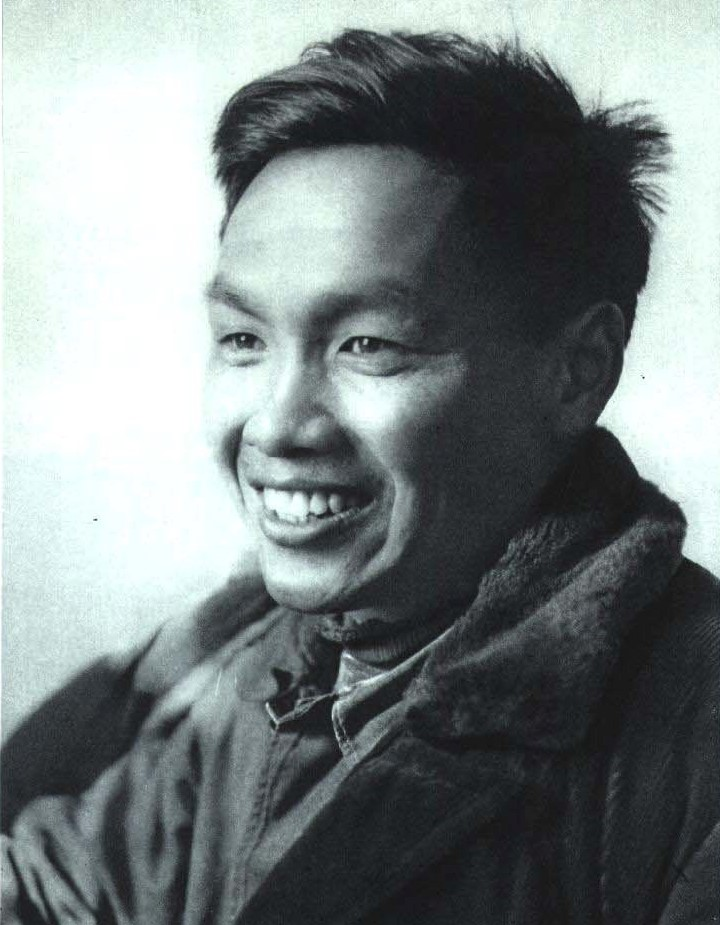

张洪池（1936年6月—），江苏海门人。中共十届中央委员。
1958年10月加入中国共产党。大庆油田钻井工人。1966年5月至1977年4月任大庆石油钻井指挥部政治部副主任、大庆石油革命委员会副主任、大庆石油党委副书记，中共黑龙江省委常委，共青团黑龙江省委书记。1975年1月当选第四届全国人大常委。1977年4月至1979年3月离职审查。